# François-Honoré Casaubon de Maniban
François-Honoré Casaubon de Maniban   , né en 1684 à Toulouse et mort le 29 juin 1743 à Bordeaux, est un prélat français du XVIIIe siècle. Il est fils de François-Lancelot, conseiller au parlement de Toulouse.

## Biographie
François-Honoré est abbé de Sandras et vicaire général et grand archidiacre du diocèse de Toulouse. En 1721, il est nommé évêque de Mirepoix puis archevêque de Bordeaux de 1729 à 1743.
En 1731, l'archevêque réduit le nombre des fêtes dans le diocèse. Il supprime complètement les fêtes de saint Marc, de saint Barnabé, de sainte Marie-Madeleine, de saint Laurent, de l'Exaltation de la sainte Croix, de saint Michel, de saint Luc, de saint Martin.